# República Árabe Saharaui Democrática
La República Árabe Saharaui Democrática (en árabe: الجمهورية العربية الصحراوية الديمقراطية‎, Al-Ŷumhūrīyyah Al-‘Arabīyyah Aṣ-Ṣaḥrāwīyyah Ad-Dīmuqrāṭīyyah), también conocida simplemente como RASD o República Saharaui, es un Estado con reconocimiento limitado formado por la antigua provincia española del Sahara español (correspondiente al territorio del actual Sahara Occidental), que fue ocupada ilegalmente en 1976 por Marruecos y Mauritania y luego completamente anexada por Marruecos en agosto de 1979, al retirarse Mauritania de la zona que ocupaba. Actualmente, Marruecos sigue controlando la mayor parte del territorio (al que se refiere como sus Provincias Meridionales), pero una porción al este del muro marroquí está bajo el control de la RASD, que la denomina Zona Libre o Territorios Liberados.
La República Saharaui ha sido reconocida por ochenta y cuatro Estados, si bien este número varía dependiendo de la fuente. Según el Parlamento Europeo, era reconocida por cincuenta y cuatro Estados incluyendo la Unión Africana en 2002. Según el portal «Sahara Marroquí»,[cita requerida] veintisiete países reconocían a la RASD en el año 2011, pero para el Frente Polisario eran más de ochenta. Es un Estado miembro de la Unión Africana. Al haber sido colonia española y mantener el español en la República Saharaui legalmente protegido y promocionado, el Sahara Occidental se puede considerar parte de los países hispanoafricanos.

## Geografía

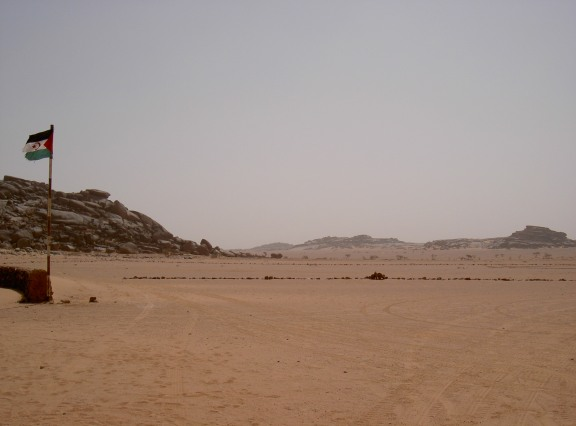
Cercanías de Tifariti.

Disputa a Marruecos en el conflicto del Sahara Occidental el control del Sahara Occidental, territorio no autónomo ocupado en la actualidad en un ochenta por ciento por Marruecos. 

### Zona Libre

Muros marroquíes en el territorio del Sahara Occidental, durante la guerra del Sahara Occidental (1975-1991). En color sepia, el territorio bajo control del Frente Polisario.

Tras el plan de Arreglo a consecuencia del alto al fuego de 1991 de la guerra del Sahara Occidental, la RASD ocupa la Zona Libre. Esta zona está delimitada al norte y al oeste por el muro marroquí, al sur y al este por Mauritania y al noroeste por Argelia.

### Campos de refugiados de la provincia de Tinduf
Los campos de refugiados de la provincia de Tinduf se fundaron en el entorno de la población argelina de Tinduf 1975 como solución provisional para los civiles exiliados por la guerra del Sahara Occidental y como base militar y política del Frente Polisario. Se encuentran en el oeste de Argelia frontera con la Zona Libre.
Actualmente los constituyen seis poblaciones estables denominadas con nombres de poblaciones del Sahara Occidental como El Aaiún, Auserd, Bojador, Dajla, Esmara, y Rabuni.

## Historia

### Antecedentes
A raíz de los procesos de descolonización promovidos por la ONU, en 1976 España completó el abandono del Sahara Español por Acuerdo de Madrid de 14 de noviembre de 1975 en el clima de inestabilidad política que caracterizó el tardofranquismo y ante un escenario prebélico del que fueron exponentes la marcha verde y los ataques de Frente Polisario.  Por este acuerdo por los que se constituía una Administración Tripartita temporal en el Sahara, formada por Marruecos, Mauritania y España, cuya vigencia se preveía hasta el 28 de febrero de 1976 y cuya finalidad era la celebración de un referéndum de autodeterminación en el que el pueblo saharaui debía decidir sobre su futuro. Un alternativa al acuerdo con Marruecos y Mauritania había sido considerada por España, el gobierno de Arias Navarro español empezó a considerar la posibilidad de la autonomía, redactando un borrador de estatuto de autonomía y creando a finales de 1974 un partido proespañol, el Partido de Unión Nacional Saharaui (PUNS). Existía una asamblea de notables, la Djema'a, con limitadas capacidades de gobierno. 

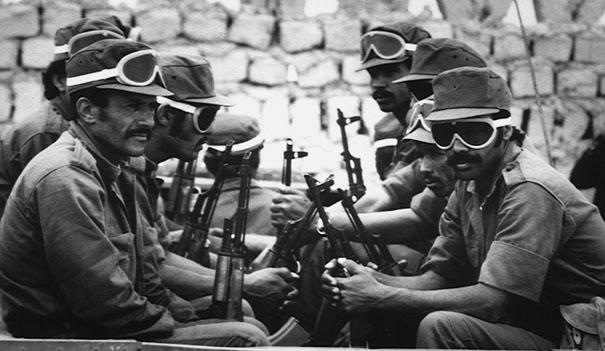
Soldados saharauis en 1985, durante la Guerra del Sahara Occidental.

El 30 de octubre de 1975 tropas del ejército marroquí cruzaron la frontera noroeste del Sahara Occidental y se enfrentaron a tropas del Polisario, dando inicio a la guerra del Sahara Occidental. Marruecos contaba con los apoyos económicos y políticos de Estados Unidos, Francia, España y Arabia Saudita, mientras que el Frente Polisario contaba con el apoyo económico y militar del gobierno argelino de Boumedienne y el gobierno libio de El Gadafi, en el contexto de la guerra Fría Árabe. Con la ayuda de Argelia, el Polisario estableció su sede en Tinduf.
La ONU en su resolución 3458 B del 10 de diciembre de 1975 pidió "se adopte inmediatamente todas las medidas necesarias, en consulta con todas las partes involucradas e interesadas, de forma que todos los saharianos originarios del Territorio puedan ejercer plena y libremente, bajo supervisión de las Naciones Unidas, su derecho inalienable a la libre determinación"

### Proclamación de la RASD
La República Árabe Saharaui Democrática fue autoproclamada por los miembros del Frente Polisario Uld Zieu y Ali Beida, presidente del Consejo y secretario general, el día 27 de febrero de 1976 en Bir Lehlu, un día después de la retirada de España del Sahara Occidental. Entre los primeros diez países en reconocer a la RASD se encontraron Argelia, Corea del Norte, Angola y Guinea Bissau.
Alcanzó mayor legitimidad en 1979 tras la cesión de Mauritania del sur del Sáhara Occidental que hasta entonces había administrado de acuerdo a los Acuerdos de Madrid y el acuerdo marroquí-mauritano de 14 de abril de 1976. En 1979, Mauritania renunció a la parte de territorio que reclamaba, que se anexionó Marruecos unilateralmente y, a su vez, reconoció al Frente Polisario.[cita requerida]
En 1991 se estableció la MINURSO, misión de pacificación de las Naciones Unidas, para observar el alto el fuego entre el Frente Polisario y el Reino de Marruecos y organizar un referéndum que determine el futuro estatus del territorio del Sahara Occidental a través del derecho de autodeterminación, con base en el censo español de 1974. Tras el plan de Arreglo a consecuencia del alto al fuego de 1991 de la guerra del Sahara Occidental, la RASD pasó a ocupar la Zona Libre, al este del muro marroquí. En reiteradas ocasiones se ha previsto la realización de la consulta o referendo sobre el Sahara, sin resultado, como en el caso de la fijación del 8 de diciembre de 1998.

## Política y administración
La Constitución de la República Árabe Saharaui Democrática fue revisada en 1991 y 1995. En 1999, la RASD aprobó una nueva Constitución.

### Gobierno
El Frente Polisario es el partido único de la RASD. El más alto cargo es el Presidente de la República Árabe Saharaui Democrática, actualmente Brahim Gali, quien se apoya en el primer ministro de la República Árabe Saharaui Democrática, actualmente Bucharaya Hamudi Beyun. La estructura de gobierno de la RASD consta de un Consejo de Ministros, una rama judicial y el Consejo Nacional Saharaui que ejerce el poder ejecutivo. 

### Organización territorial
En la actualidad, la RASD ocupa y administra la Zona Libre, en territorio del Sahara Occidental, y las poblaciones de Campos de Refugiados de Tinduf, en Argelia. La Zona Libre se encuentra dividida en siete regiones militares.
El territorio del Sahara Occidental quedaría subdividido, en caso de ocupación por la República Árabe Saharaui Democrática, en seis provincias: Auserd, Assa Zag, Bojador, Esmara, El Aaiún y Río de Oro/Oued Ed-Dahab.
| Número | Provincia                               | Capital                | Superficie |
| ------ | --------------------------------------- | ---------------------- | ---------- |
| 1      | Provincia de Auserd                     | Auserd                 | 65 000 km² |
| 2      | Provincia de Assa Zag                   | Assa                   | 5000 km²   |
| 3      | Provincia de Bojador                    | Bojador                | 40 000 km² |
| 4      | Provincia de El Aaiún                   | El Aaiún               | 30 000 km² |
| 5      | Provincia de Esmara                     | Esmara                 | 60 000 km² |
| 6      | Provincia de Oued Ed-Dahab (Río de Oro) | Dajla (Villa Cisneros) | 55 000 km² |

### Fuerzas armadas
El Frente Polisario tiene su propia fuerza de policía y su propio ejército nacional.

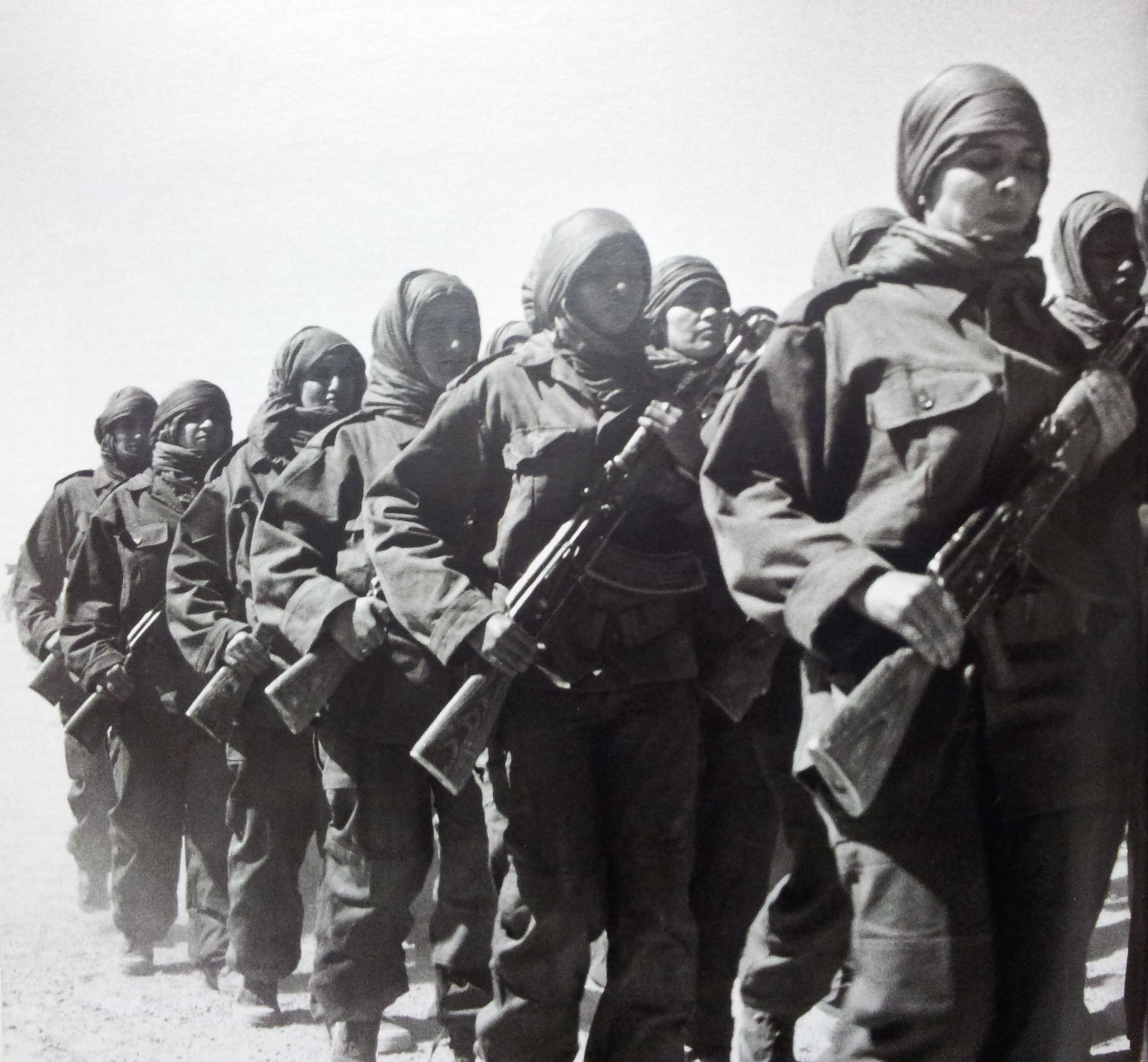
Mujeres soldados del Ejército de Liberación Popular Saharaui.
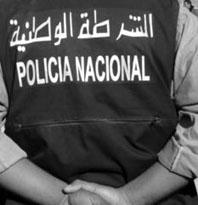
Policía Nacional saharaui.

### Derechos humanos
Según Human Rights Watch, los habitantes de la RASD, ya sean en la Zona Libre o en Campos de Refugiados no tienen asegurados derechos como el movimiento o la libertad de expresión. Son especialmente vulnerables los residentes de Campos de Refugiados por la laguna jurídica de su ciudadanía saharaui en Argelia, y el carácter unipartidista del Frente Polisario, que administra la RASD comprendiendo legislación, trabajo o justicia, por lo que no hay disidencia política. AFAPREDESA es la única ONG de la RASD en Campos de Refugiados y su enfoque se centra exclusivamente en las violaciones de los derechos humanos de los saharauis cometidas por Marruecos en Sahara Occidental.
Además, existen denuncias sobre la pervivencia de la esclavitud institucionalizada y socialmente aceptada en los Campos de Refugiados, así como en el Sahara Occidental, de saharuis negros.

### Conflicto del Sahara Occidental

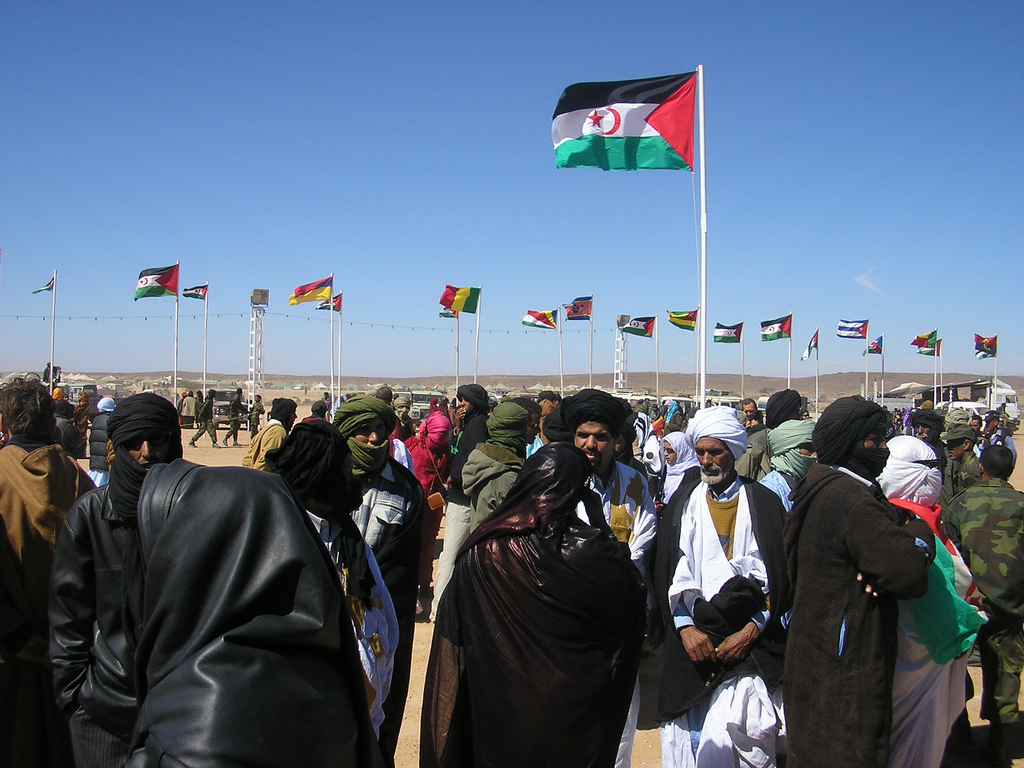
Conmemoración del 30.º Aniversario de la Liberación, Tifariti, 2006.

La RASD se encuentra enfrentada a Marruecos en el complejo e irresuelto conflicto del Sahara Occidental por la soberanía sobre la totalidad de este territorio. Es uno de los diecisiete integrantes de la lista de territorios no autónomos de las Naciones Unidas bajo supervisión de su Comité Especial de Descolonización.

Cuatro formas en que el Sahara Occidental y Marruecos son representados en los mapas: [1] Marruecos y Sahara Occidental mostrados por separado. [2] Sahara Occidental mostrado como territorio en disputa. [3] Sahara Occidental mostrado por separado, pero abarcando solo las zonas controladas por la República Árabe Saharaui Democrática, mientras el resto es mostrado como parte de Marruecos. [4] Sahara Occidental mostrado como parte de Marruecos.

### Relaciones exteriores

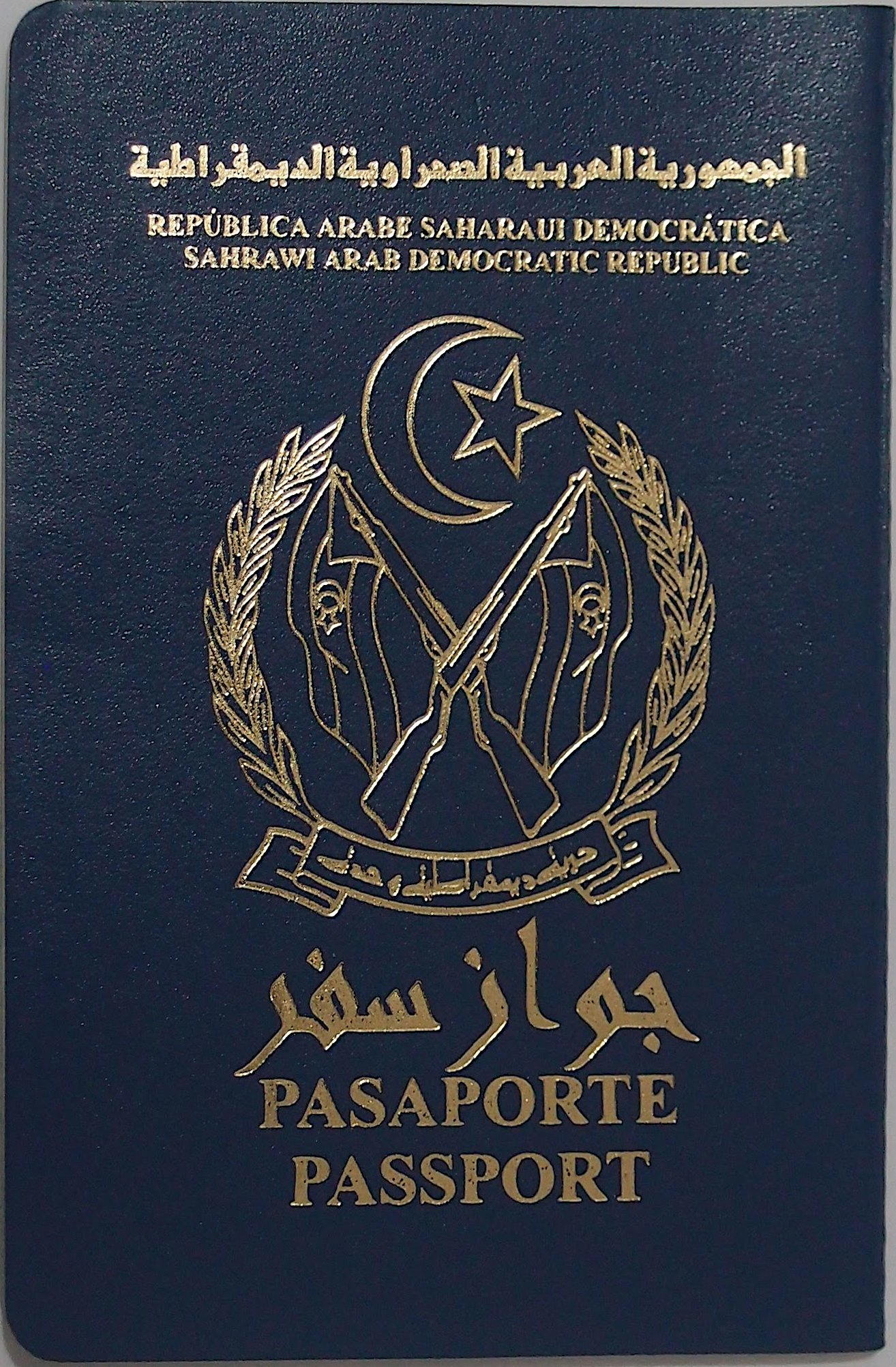
Pasaporte saharaui, en árabe, español e inglés, emitido por el Ministerio de Relaciones Exteriores e Interior de la República Árabe Saharaui Democrática.

Se trata de un Estado con reconocimiento limitado. El Frente Polisario trabaja activamente en que la comunidad internacional reconozca a la República Árabe Saharaui Democrática como Estado independiente. Durante los últimos años explora la vía política para conseguir tal fin. Además, con el apoyo internacional, aspira a recuperar diplomáticamente los territorios pertenecientes al Sahara Occidental que le fueron arrebatados durante la guerra con Marruecos. Su principal dificultad, es que Marruecos cuenta con intereses comerciales en muchos países del mundo y trabaja activamente en sentido contrario al reconocimiento de la RASD.
En julio de 1982 en una reunión de la OUA en Addis Abeba la RASD fue admitida en la organización. Su ingreso efectivo en la OUA como miembro de pleno derecho se materializó en 1984. Tras la disolución de la OUA, la RASD se ha convertido en un miembro fundador de la Unión Africana, organización internacional africana.
El antiguo colonizador del Sahara Occidental, España, todavía no reconoce a la República Saharaui como estado independiente; además, el gobierno español ha dejado de defender el cumplimiento de las resoluciones de Naciones Unidas sobre la celebración del referéndum y se ha aliado más estrechamente a Marruecos. De entre los partidos políticos españoles, Unidas Podemos, Izquierda Unida (IU), y su partido integrante, Iniciativa per Catalunya Verds (ICV), así como también el partido Unión Progreso y Democracia (UPyD), BNG, y Podemos, y los partidos nacionalistas vascos PNV, Bildu y Aralar, o Los Verdes Ecopacifistas defienden activamente en sus programas y en sus políticas el derecho a la autodeterminación del pueblo saharaui y proponen el reconocimiento de la República Árabe Saharaui Democrática.

Relaciones diplomáticas de la RASD (2018).
Territorio controlado por la RASD
Estados que actualmente tienen relaciones diplomáticas con la RASD
Estados con relaciones diplomáticas canceladas, congeladas o suspendidas con la RASD

La RASD es reconocida por 82 estados. Estados que no reconocen a la República Saharaui pueden, sin embargo, reconocer al Frente Polisario como representante legítimo del pueblo saharaui, pero no a su gobierno en el exilio como un Estado (por ejemplo, la mayoría de los países europeos). Varios Estados han retirado su reconocimiento de la RASD (cerca de 20 países), sobre todo debido a las presiones de Marruecos y las negociaciones. Si nos atenemos a la legislación internacional en relación con el reconocimiento de Estados, que figura en el art. 6 de la Convención sobre Derechos y Deberes de los Estados:

El reconocimiento de un estado simplemente significa que el Estado reconoce que acepta la personalidad del otro con todos los derechos y deberes determinados por el derecho internacional. El reconocimiento es incondicional e irrevocable.

Por lo tanto, una vez que uno o más Estados reconocen a la RASD como Estado soberano, estos estados no pueden revocar su reconocimiento, salvo que la RASD como Estado deje de existir o el estado que extiende su reconocimiento de la RASD deje de existir. Sólo puede revocar el reconocimiento de un gobierno, no el propio Estado.

## Economía

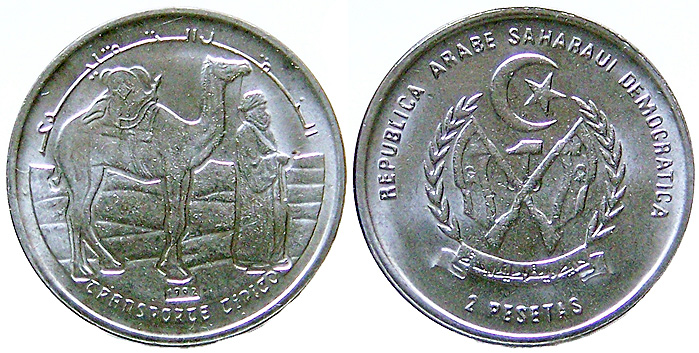
Dos pesetas saharauis.

La mayor fuente de ingresos de la RASD la constituyen la ayuda internacional prestada por organismos como ACNUR o el Programa Mundial de Alimentos, así como de la Unión Europea. Otros organismos que financian la RASD son la Agencia Española de Cooperación Internacional para el Desarrollo, municipios, preferentemente españoles mediante hermanamientos, y otras numerosas ONG como Danish Refugee Council o la noruega ACAPS. En 2001 el gobierno de España anuló hermanamientos por el no reconocimiento de la RASD. En 2015 la Oficina Europea de Lucha contra el Fraude estimó en 105 millones de euros el importe sustraído por Polisario de las ayudas internacionales para, entre otros destinos, la adquisición de armas.

## Infraestructuras y servicios

### Educación
Existen escuelas de primaria construidas a través de cooperación española donde se enseña a los niños saharauis enseñanza elemental, árabe y español. Desde 2012 existe la primera Universidad saharaui de la historia, la Universidad de Tifariti.

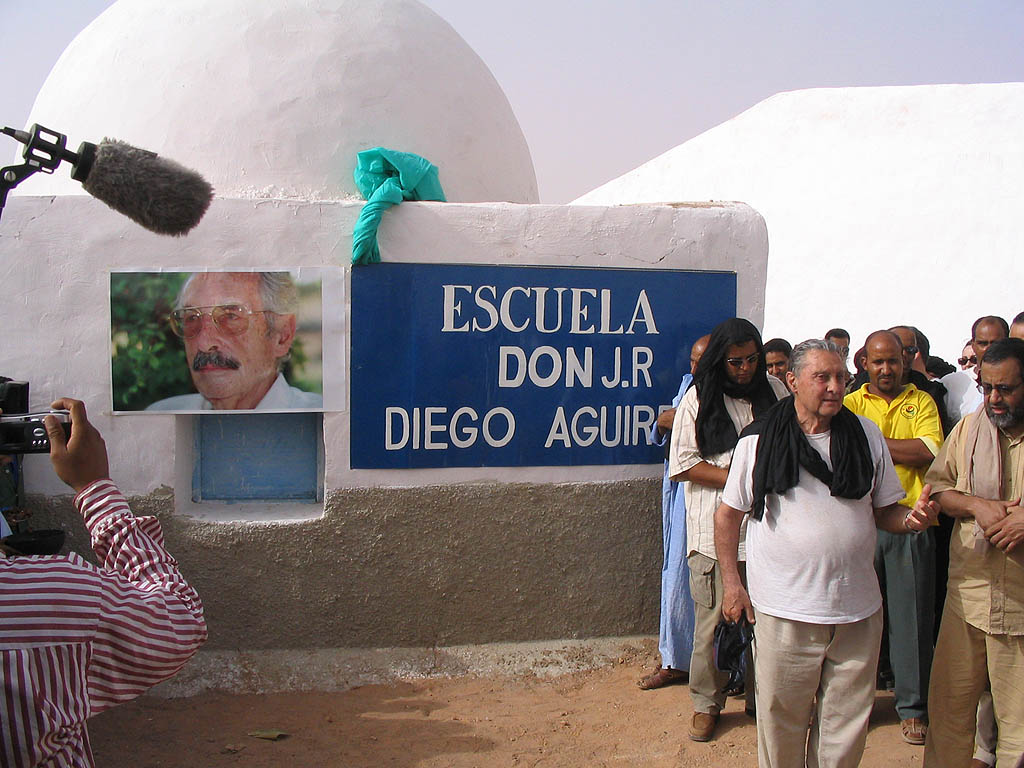
Escuela en Bir Lehlu.
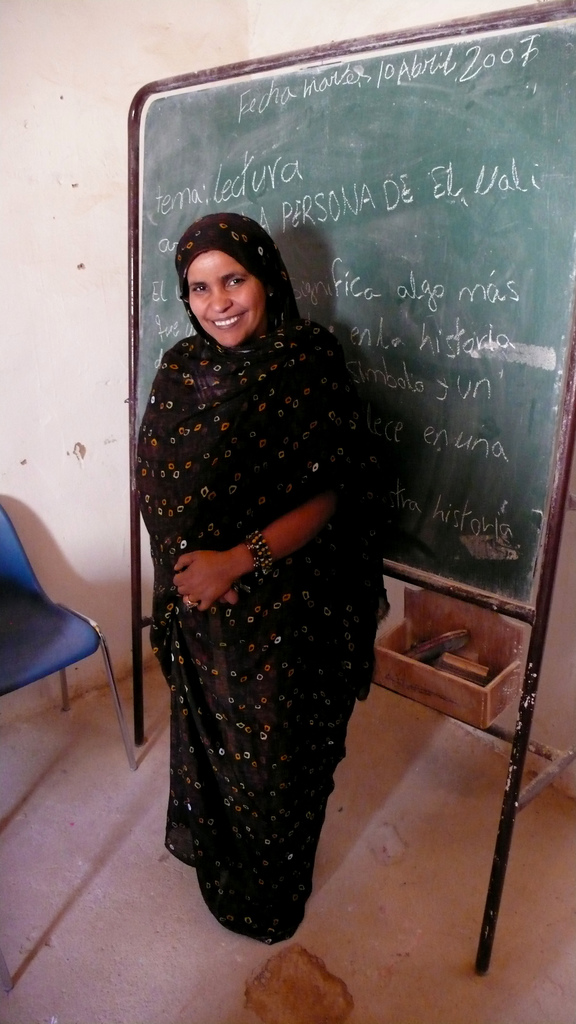
Profesora en clase de español.

### Sanidad
La mayoría de establecimientos sanitarios son primarios y construidos a través de cooperación española.

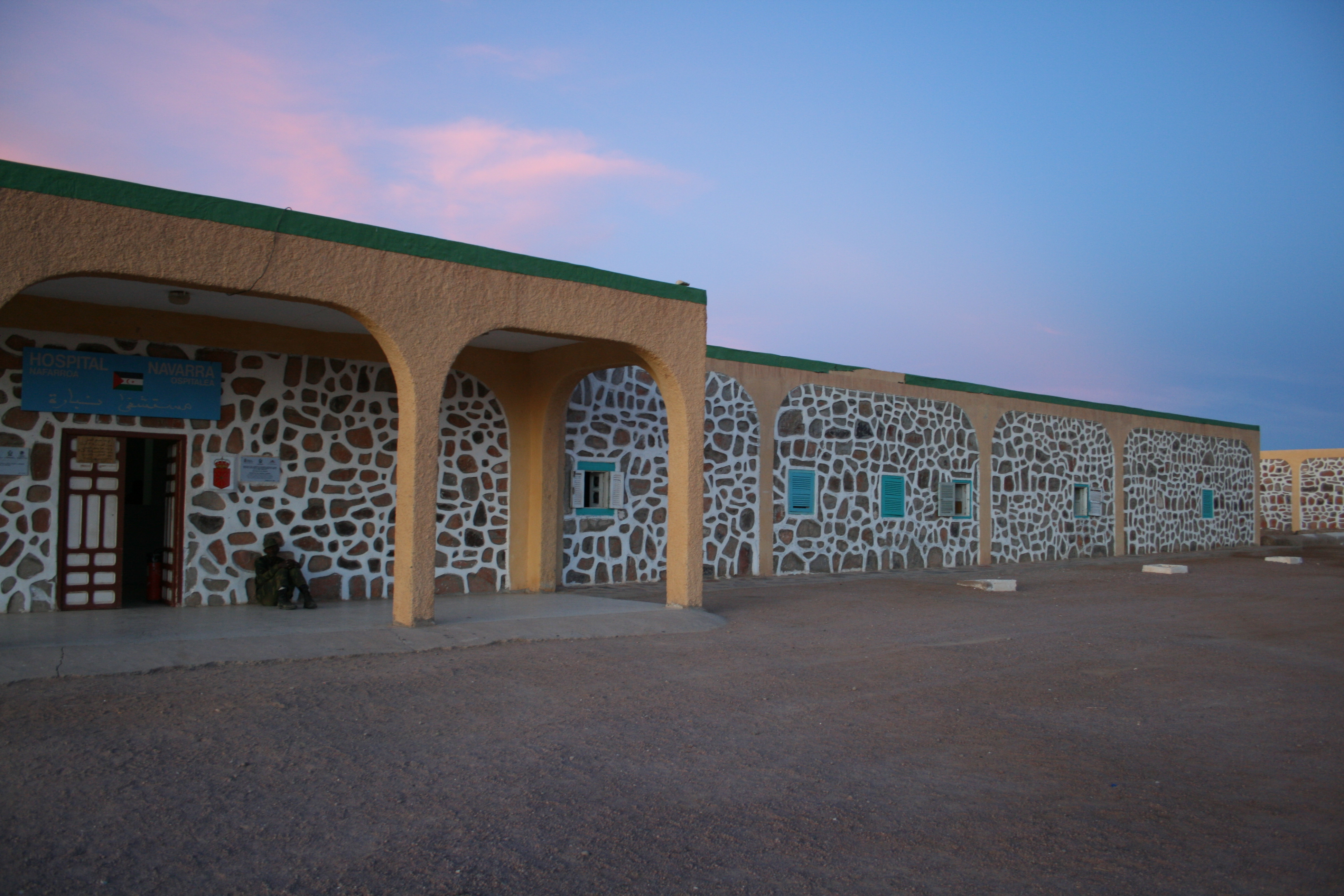
Hospital de Navarra en Tifariti.
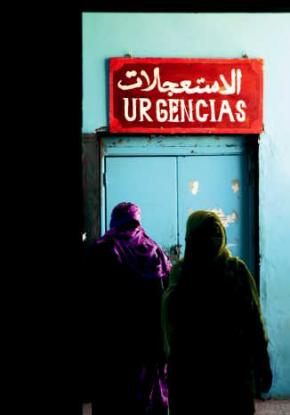
Sala de Urgencias.
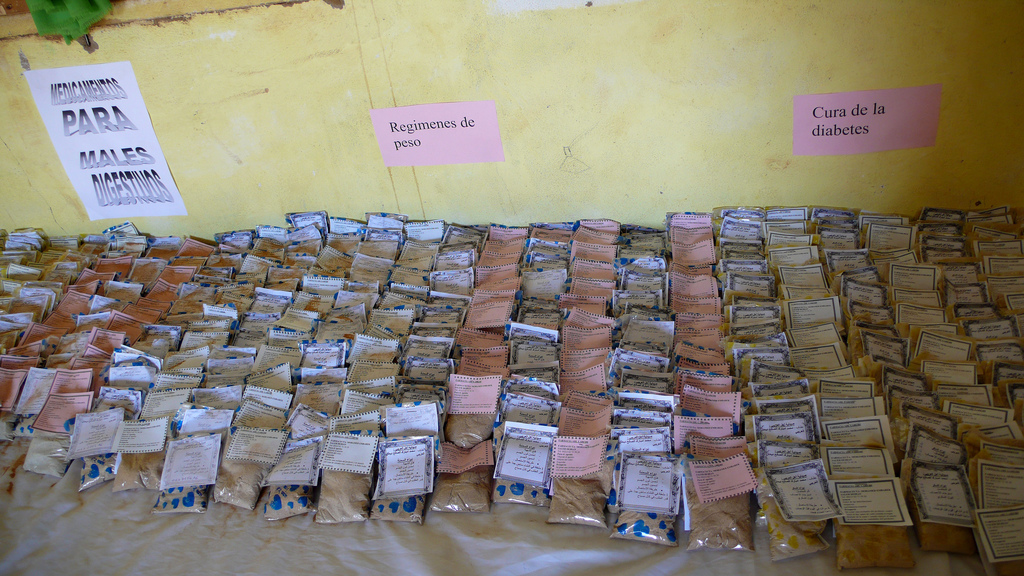
Productos farmacéuticos.

## Cultura

### Cultura

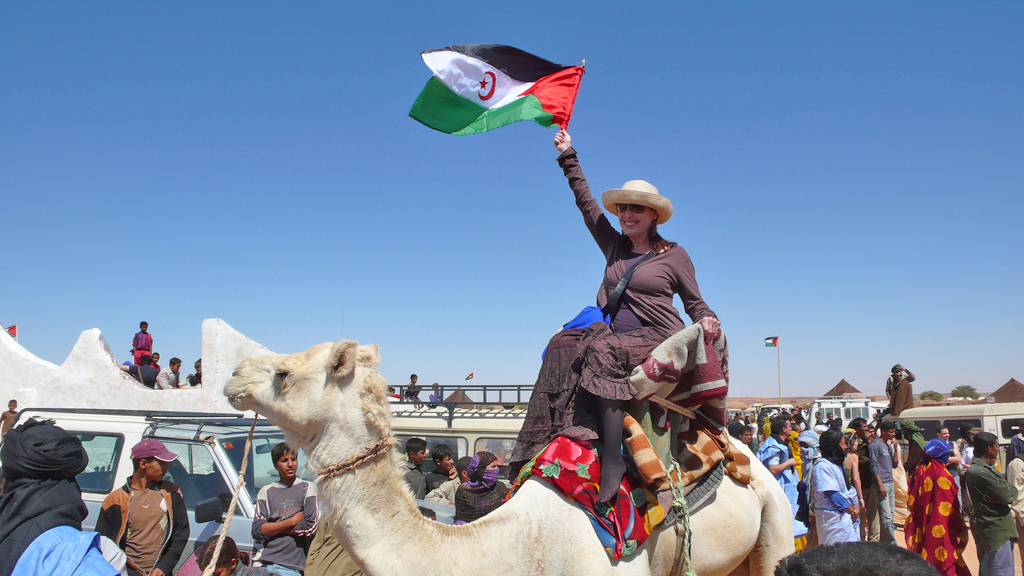
La actriz española Verónica Forqué en el FiSahara.

La cultura saharaui tiene elementos islámicos, árabes, bereberes y españoles. Hasta hace algunas décadas gran parte de la población era nómada y vivía del comercio de mercancías a través del desierto del Sahara en camellos, viviendo en haimas.  
El evento cultural más importante que se celebra anualmente es el FiSahara, el Festival Internacional de cine del Sahara que siempre recibe la visita de personalidades del cine.

### Lengua
Los idiomas oficiales son el árabe y español, y también se habla francés.

### Gastronomía

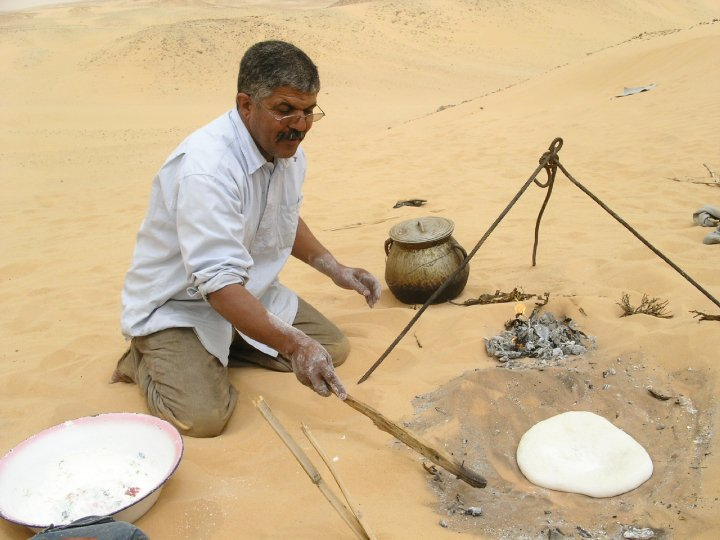
Pan saharaui

### Religión
La mayoría de los saharauis profesan la religión islámica. Hay una minoría católica de unas 600 personas. Antes de que España abandonara el Sahara Español, había más de 20 000 ciudadanos españoles católicos que conformaban aproximadamente el 32% de la población total antes de la invasión marroquí.

### Deporte
La selección de fútbol del Sahara Occidental es la oficial bajo la Federación Saharaui de Fútbol. Es el principal deporte en la actualidad. Sin embargo, solo puede jugar amistosos por la falta de reconocimiento internacional.

### Medios de comunicación
Los medios de comunicación oficiales son el periódico Essahra Elhora, la radio Radio Nacional de la República Árabe Saharaui Democrática, la agencia de noticias Sahara Press Service y la televisión RASD TV.